# Antonio Ortega Gutiérrez
Antonio Ortega Gutiérrez (Rabé de las Calzadas, 17 de enero de 1888 - Alicante, 15 de julio de 1939) fue un militar español que participó en la guerra civil española. Durante una parte de la contienda estuvo al frente de la Dirección General de Seguridad (DGS) y ascendió al rango de coronel, mandando varias unidades del Ejército Popular de la República.
Durante la contienda llegó a ser presidente interino del Madrid Foot-Ball Club.

## Biografía
Nacido en la localidad burgalesa de Rabé de las Calzadas en 1888, inició su carrera militar en 1906.
En diciembre de 1930 participa en el asalto al Gobierno Civil de San Sebastián como parte de la acción militar de la sublevación de Jaca. Fue procesado por dicha acción, pero la llegada de la República hizo que el proceso fuera sobreseído.
En julio de 1936, cuando estalló la Guerra civil, Ortega era teniente de Carabineros destinado en Irún, en la frontera franco-española. Para entonces llevaba tres décadas formando parte del Cuerpo de Carabineros.

### Guerra civil
Al estallar la Guerra Civil se puso al frente de un grupo de carabineros y milicianos de Irún con los que avanzó hasta Vera de Bidasoa. Se enfrentaría luego en Oyarzun a las tropas del coronel rebelde Beorlegui. Entre sus hombres se encontraba Manuel Cristóbal Errandonea, que luego alcanzaría importantes cargos militares en la guerra. El 30 de julio dirige una escolta de milicianos con la que trasladan al Conde de Romanones a Francia.
El 6 de agosto de 1936 fue nombrado gobernador civil de Guipúzcoa. Tomó el mando de las fuerzas republicanas en la Campaña de Guipúzcoa después de que el comandante Augusto Pérez Garmendia fuera hecho prisionero en Oyarzun el 28 de julio. Entre agosto y septiembre participó en los combates alrededor de Irún y San Sebastián. En la defensa de Irún se destacó al frente de las fuerzas de carabineros junto al teniente Gómez. Durante su cargo de gobernador civil ordenó el fusilamiento de ocho prisioneros y cinco oficiales rebeldes como represalia por los bombardeos sobre San Sebastián. El 2 de noviembre de 1936 cesó como Gobernador civil al crearse el Gobierno autónomo vasco. Es enviado a Madrid, incorporándose a las Milicias Vascas Antifascistas (MVA) que estaban mandadas por el coronel Emilio Alzugaray Goicoechea. El 20 de noviembre Alzugaray es gravemente herido, siendo sustituido por Ortega. Durante la Defensa de Madrid luchó en la Ciudad Universitaria, en el sector del Clínico. El 26 de noviembre de 1936 se formó la 40.ª Brigada mixta a partir de la columna vasca, siendo nombrado Ortega, con rango ya de teniente coronel, su comandante. El 31 de diciembre dicha brigada pasó a formar parte de la 7.º División del coronel Prada. El 7 de abril de 1937 Prada pasa a mandar el VI Cuerpo de Ejército, siendo Ortega nombrado jefe de la 7.º División. El 11 de mayo de 1937 Largo Caballero pidió a Miaja que destinara a tres jefes de división y tres jefes de brigada al Frente Norte. Ortega fue uno de los elegidos, pero el 7 de mayo se fracturó el hombro, y cuando se recuperó, ya había sido elegido director general de Seguridad, así que fue sustituido por Francisco Galán.
En mayo de 1937 el nuevo gobierno republicano de Juan Negrín le nombró director general de Seguridad, estando dicho nombramiento impuesto por los comunistas. Se da la circunstancia de que por esas fechas había ingresado en el Partido Comunista (PCE). De acuerdo con el historiador Hugh Thomas, Ortega fue el responsable del arresto de Andrés Nin y otros líderes del Partido Obrero de Unificación Marxista (POUM). La detención y posterior desaparición de Andrés Nin a manos de agentes soviéticos tuvo un gran impacto en la zona republicana. Después de producirse otro incidente, esta vez entre la policía y el juez que investigaba la desaparición de Nin, el gobierno decidió destituir a Ortega y lo envió a un puesto de mando en el frente de batalla. Dicha destitución se produjo el 19 de julio. El subdirector Gabriel Morón pasó a ejercer las funciones de director general de Seguridad. Ortega pasó a mandar el VI Cuerpo de Ejército durante algún tiempo.
El 30 de mayo de 1938 fue nombrado comandante del III Cuerpo de Ejército tras integrarse el VI Cuerpo de Ejército en el III Cuerpo de Ejército. En marzo de 1939 —hacia el final de la guerra—, seguía estando al frente de esta unidad, desplegada en el frente del Centro. Durante el golpe de Casado apoyó a las unidades de los coroneles Luis Barceló y Emilio Bueno Núñez del Prado frente al Consejo Nacional de Defensa y las divisiones del coronel Casado. A pesar de su militancia comunista, cuando la situación se inclinó a favor de las unidades del Consejo de Defensa, Ortega se ofreció como mediador entre las fuerzas leales a Juan Negrín y los casadistas. Una vez que el golpe de Casado hubo triunfado, fue destituido al frente del III Cuerpo.
Tras el final de la contienda fue capturado por los franquistas y fusilado en Alicante.

## Vida privada
Durante la contienda fue presidente interino del Madrid Foot-Ball Club, nombre que recibió el Real Madrid en la época republicana.